# Made in Heaven (пісня)
«Made in Heaven» (укр. «Створено на небесах») — третій сингл, записаний Фредді Мерк'юрі, і його четвертий реліз як сольного виконавця.
Спочатку представлена в дебютному альбомі Мерк'юрі Mr. Bad Guy, пісня була трохи відредагована і опублікована як сингл разом з піснею «She Blows Hot and Cold», підписана на конверті запису як «абсолютно новий трек». Сингл досяг 57-ї позиції в UK Singles Chart.
Після смерті Мерк'юрі назва пісні дала назву посмертному та останньому альбому Queen Made in Heaven 1995 року. Пісня була також обрана, разом з «I Was Born to Love You», для перезапису альбому, з попереднім вокалом над недавно записаним інструментальним треком.

## Учасники запису
Оригінальна версія
- Фредді Мерк'юрі — головний вокал, піаніно, синтезатор
- Фред Мендел — піаніно, синтезатор, гітара
- Пол Вінсент — соло-гітара
- Курт Кресс — ударні
- Стівен Вісснет — бас-гітара, синтезатор Fairlight CMI
- Райнгольд Мак — синтезатор Fairlight CMI

Версія Queen
- Фредді Мерк'юрі — головний вокал, піаніно, клавішні
- Браян Мей — гітара
- Роджер Тейлор — ударні, перкусія
- Джон Дікон — бас-гітара

## Трек-лист
Сингл вийшов у форматах 7" і 12" 
7" сингл-реліз
| #  | Назва                     | Тривалість |
| -- | ------------------------- | ---------- |
| 1. | «Made in Heaven (ремікс)» | 4:05       |
| 2. | «She Blows Hot and Cold»  | 3:30       |

7"-сингл також вийшов на платівці з фігурним малюнком
12" сингл-реліз
| #  | Назва                                       | Тривалість |
| -- | ------------------------------------------- | ---------- |
| 1. | «Made in Heaven (подовжений ремікс)»        | 4:50       |
| 2. | «Made in Heaven (7" ремікс-версія)»         | 4:05       |
| 3. | «She Blows Hot and Cold (подовжена версія)» | 6:46       |

## Музичне відео
Кліп пісні був реалізований за допомогою Девіда Маллета, який раніше брав участь у створенні кліпу до пісні «I Was Born To Love You», а також п'яти кліпів «Queen». У відео була створена декорація у вигляді копії Королівського Оперного театру, створена на складі в Північному Лондоні (звичайні студії не мали достатньо високих дахів), де Мерк'юрі відтворив сцену з «Весни священної» Стравінського та «Пекла» Данте. Найдивовижнішим елементом став глобус заввишки 67 футів, що обертається, на вершині якого стояв співак в останній частині відеокліпу. Костюм, який Мерк'юрі носить в цьому кліпі, дуже схожий на костюм, який носили в кліпі «Queen» до пісні «Radio Ga Ga».